# Eochaid Faebar Glas
Pour les articles homonymes, voir Eochaid.
Eochaid Faebar Glas, fils de Conmáel et petit-fils Eber Finn, son surnom signifie arête vive bleu-vert. C'est selon les légendes médiévales et la tradition pseudo historique irlandaise un Ard ri Erenn.

## Règne
Selon le Lebor Gabála Érenn, Geoffrey Keating Foras Feasa ar Éirinn et les Annales des quatre maîtres, il prend le pouvoir après avoir tué l'Ard ri conjoint  Cermna Finn, lors de la Bataille de Dún Cermna Downmacpatrick au  Kinsale, Comté de Cork), et après que Sobairce  le frère de  Cermna et son associé comme Ard ri  soit tué par Eochaid Menn des Fomoires.

## Hypothèse alternative
Une autre version du Lebor Gabála indique qu'il ne parvient au trône qu'après un interrègne de 7 ans suivant la mort de  Tigernmas. Il tue Smirgoll, petit-fils de  Tigernmas, lors de la Bataille de Druimm Liatháin. Il règne 20 ans, jusqu'à  ce qu'il soit tué par Fiachu Labrainne  le fils de  Smirgoll à la bataille de Carman.

## Chronologie
Le Lebor Gabála synchronise son règne avec celui de Piritiades en Assyrie. La Chronologie de Geoffrey Keating lui assigne comme dates 1115-1095 av. J.-C. et las  Annals of the Four Masters de 1493-1473 av. J.-C. ,,

## Source
- (en) Cet article est partiellement ou en totalité issu de l’article de Wikipédia en anglais intitulé « Eochaid Faebar Glas » (voir la liste des auteurs), édition du 7 avril 2012.